# NGC 4308
NGC 4308 é uma galáxia elíptica (E) localizada na direcção da constelação de Coma Berenices. Possui uma declinação de +30° 04' 27" e uma ascensão recta de 12 horas, 21 minutos e 56,8 segundos.
A galáxia NGC 4308 foi descoberta em 17 de Fevereiro de 1882 por Ernst Wilhelm Leberecht Tempel.